# 사막꿩과
사막꿩과는 신악하강 신조상목 후조류에 속한 2속 16종의 과이다.

## 특징
비둘기를 닮은 작은 머리와 목을 가졌으며, 몸길이는 20~40cm이며, 몸무게는 150~500g까지 다양하다. 그리고 성적 이형이 미미하다. 사막꿩들은 씨앗을 먹고 살며, 주로 떼를 지어 다닌다. 사막꿩들은 콩과 식물과 곡물의 씨앗을 먹는다. 그리고 사막꿩들은 일부일처제이다. 사막꿩들은 예전에 비둘기목에 분류되었으나 이제는 따로 분류한다.

## 서식지
마다가스카르를 포함한 동부, 남부, 북부 아프리카와 중동과 중앙아시아와 인도, 그리고 이베리아반도에 분포하는데. 나무가 없는 넓은 평원에 산다.

## 계통 분류
2021년 브라운(Braun)과 킴볼(Kimball) 등의 연구에 의한 신조류 계통 분류이다.

|  | 비둘기목                                                |
|  |                                                         |
|  | \| \| 사막꿩목 \| \| \| \| \| \| 메사이트목 \| \| \| \| |
|  |                                                         |
|  | 사막꿩목                                                |
|  |                                                         |
|  | 메사이트목                                              |
|  |                                                         |

|  | 사막꿩목   |
|  |            |
|  | 메사이트목 |
|  |            |

|  | 두견목 |
|  |        |
|  | 느시목 |
|  |        |

|  | 수조류   |
|  |          |
|  | 뱀눈새류 |
|  |          |

|  | 두견목 |
|  |        |
|  | 느시목 |
|  |        |

|  | 수조류   |
|  |          |
|  | 뱀눈새류 |
|  |          |

|  | 비둘기목                                                |
|  |                                                         |
|  | \| \| 사막꿩목 \| \| \| \| \| \| 메사이트목 \| \| \| \| |
|  |                                                         |
|  | 사막꿩목                                                |
|  |                                                         |
|  | 메사이트목                                              |
|  |                                                         |

|  | 사막꿩목   |
|  |            |
|  | 메사이트목 |
|  |            |

|  | 두견목 |
|  |        |
|  | 느시목 |
|  |        |

|  | 수조류   |
|  |          |
|  | 뱀눈새류 |
|  |          |

|  | 두견목 |
|  |        |
|  | 느시목 |
|  |        |

|  | 수조류   |
|  |          |
|  | 뱀눈새류 |
|  |          |